# 奇异双头蛛
奇异双头蛛（学名：Diplocephalus mirabilis）为皿蛛科双头蛛属的动物。分布于俄罗斯以及中国大陆的吉林等地。该物种的模式产地在俄罗斯。